# Gianluca Pessotto
Gianluca Pessotto (Latisana, 11 agosto 1970) è un dirigente sportivo ed ex calciatore italiano, di ruolo difensore, Football Teams Staff Coordination Manager della Juventus.

## Biografia
Ha un fratello, Vanni, anch'egli ex calciatore professionista. Appassionato di letteratura, è laureato in giurisprudenza.
La mattina del 27 giugno 2006 ha tentato il suicidio buttandosi da un abbaino dell'allora sede sociale della Juventus a Torino, nel quartiere Crocetta, tenendo tra le mani un rosario. Venuti a conoscenza dell'accaduto, Fabio Cannavaro, Gianluca Zambrotta, Ciro Ferrara e Alessandro Del Piero hanno lasciato momentaneamente il ritiro azzurro al campionato del mondo 2006 per raggiungerlo in ospedale. In suo onore, dopo la vittoria italiana 3-0 sull'Ucraina nei quarti di finale dei succitati mondiali, i suoi compagni hanno mostrato un tricolore con la scritta «Pessottino siamo con te». Dopo la vittoriosa finale, alcuni azzurri hanno portato la Coppa del Mondo nella stanza dell'ospedale in cui era ricoverato.
Il 17 luglio seguente è stato dichiarato fuori pericolo di vita dai medici dell'Ospedale Molinette di Torino che lo avevano in cura. Il 5 settembre ha poi lasciato l'ospedale Le Molinette di Torino, per trasferirsi alla Clinica Fornaca di Sessant. Nel maggio 2008 ha pubblicato con i giornalisti Marco Franzelli e Donatella Scarnati l'autobiografia La partita più importante.

## Caratteristiche tecniche
Terzino dotato di senso della posizione e intelligenza tattica, affidabile e dal rendimento costante, capace di giocare su entrambe le fasce, nel corso della sua carriera si è distinto per correttezza e sportività.

## Carriera

### Giocatore

#### Club

Pessotto (a sinistra) in maglia juventina nel 1998, alle prese col sampdoriano Palmieri.

Ha iniziato la sua carriera agonistica nelle giovanili del Milan, da cui poi è dirottato al Varese con cui disputa 3 stagioni segnando una rete in Serie C2 nella stagione 1989-1990. L'anno seguente sale di categoria passando alla Massese, con cui segna una rete in 47 presenze.
Dopo alcune positive esperienze in Serie B con Bologna e Verona, nella stagione 1994-1995 fa il suo esordio in Serie A con il Torino il 4 settembre 1994 nella partita Torino-Inter, giocando complessivamente 32 partite e segnando un gol, per poi passare alla Juventus, club che lo acquista per 7 miliardi di lire e con cui vince tutto, a partire dalla Champions League 1995-1996: nella finale contro l'Ajax mette a segno uno dei cinque rigori nella serie conclusiva, dopo che i tempi regolamentari e supplementari si erano conclusi sul risultato di 1-1.
Titolare fino alla stagione 2001-2002, ha subito un infortunio che lo ha costretto a tre mesi di inattività: questa sosta, unita all'età e all'affermazione di Gianluca Zambrotta nel ruolo di terzino sinistro, ha gradualmente spinto Pessotto in panchina.
Ha concluso la sua carriera agonistica in maglia bianconera nel 2006.

#### Nazionale

Pessotto (n. 7) in nazionale nel 1997, nei play-off UEFA per la qualificazione al.

Nel 1987 partecipò al campionato del mondo Under-16 in Canada con la rappresentativa di categoria guidata da Comunardo Niccolai. Nel torneo, in cui l'Italia arrivò quarta, disputò 6 gare realizzando una rete nella prima contro il Canada.
Con la maglia della nazionale maggiore è sceso in campo 22 volte e con essa ha partecipato al campionato del mondo 1998 e al campionato d'Europa 2000: in quest'ultima competizione segna uno dei rigori in semifinale con l'Olanda; mentre nella finale contro la Francia, effettua il cross che permette a Marco Delvecchio di portare gli azzurri momentaneamente in vantaggio. La finale termina 2-1 per i Bleus grazie al golden goal di David Trezeguet futuro compagno di squadra alla Juventus.
Non partecipa al campionato del mondo 2002 a causa di un infortunio patito durante l'ultima amichevole pre-mondiale giocata a Milano il 17 aprile 2002, contro l'Uruguay.

### Dirigente
Dopo aver concluso la carriera agonistica, viene nominato team manager della prima squadra della Juventus; in seguito passa a occuparsi del settore giovanile dei bianconeri, ricoprendo vari ruoli a livello dirigenziale.

## Statistiche

### Presenze e reti nei club
Statistiche aggiornate al 18 marzo 2006.
| Stagione        | Squadra         | Campionato      | Campionato | Campionato | Coppe nazionali | Coppe nazionali | Coppe nazionali | Coppe continentali | Coppe continentali | Coppe continentali | Altre coppe | Altre coppe | Altre coppe | Totale | Totale |
| Stagione        | Squadra         | Comp            | Pres       | Reti       | Comp            | Pres            | Reti            | Comp               | Pres               | Reti               | Comp        | Pres        | Reti        | Pres   | Reti   |
| --------------- | --------------- | --------------- | ---------- | ---------- | --------------- | --------------- | --------------- | ------------------ | ------------------ | ------------------ | ----------- | ----------- | ----------- | ------ | ------ |
| 1989-1990       | Varese          | C2              | 30         | 1          | CI-C            | -               | -               | -                  | -                  | -                  | -           | -           | -           | 30     | 1      |
| 1990-1991       | Varese          | C1              | 34         | 0          | CI+CI-C         | -               | -               | -                  | -                  | -                  | -           | -           | -           | 34     | 0      |
| Totale Varese   | Totale Varese   | Totale Varese   | 64         | 1          |                 | -               | -               |                    | -                  | -                  |             | -           | -           | 64     | 1      |
| 1991-1992       | Massese         | C1              | 22         | 1          | CI-C            | -               | -               | -                  | -                  | -                  | -           | -           | -           | 22     | 1      |
| 1992-1993       | Bologna         | B               | 21         | 1          | CI              | -               | -               | -                  | -                  | -                  | -           | -           | -           | 21     | 1      |
| 1993-1994       | Verona          | B               | 34         | 3          | CI              | -               | -               | -                  | -                  | -                  | -           | -           | -           | 34     | 3      |
| 1994-1995       | Torino          | A               | 32         | 1          | CI              | 4               | 1               | -                  | -                  | -                  | -           | -           | -           | 36     | 2      |
| 1995-1996       | Juventus        | A               | 28         | 0          | CI              | 1               | 0               | UCL                | 10                 | 0                  | SI          | 0           | 0           | 39     | 0      |
| 1996-1997       | Juventus        | A               | 20         | 0          | CI              | 2               | 0               | UCL                | 5                  | 0                  | SU+CInt     | 2+0         | 0           | 29     | 0      |
| 1997-1998       | Juventus        | A               | 21         | 0          | CI              | 7               | 0               | UCL                | 8                  | 0                  | SI          | 1           | 0           | 37     | 0      |
| 1998-1999       | Juventus        | A               | 19+2       | 1          | CI              | 5               | 0               | UCL                | 8                  | 0                  | SI          | 1           | 0           | 35     | 1      |
| 1999-2000       | Juventus        | A               | 30         | 1          | CI              | 4               | 0               | Int+CU             | 4+6                | 0                  | -           | -           | -           | 44     | 1      |
| 2000-2001       | Juventus        | A               | 32         | 0          | CI              | 1               | 0               | UCL                | 6                  | 0                  | -           | -           | -           | 39     | 0      |
| 2001-2002       | Juventus        | A               | 29         | 0          | CI              | 4               | 0               | UCL                | 11                 | 0                  | -           | -           | -           | 44     | 0      |
| 2002-2003       | Juventus        | A               | 17         | 0          | CI              | 4               | 0               | UCL                | 7                  | 0                  | SI          | 0           | 0           | 28     | 0      |
| 2003-2004       | Juventus        | A               | 18         | 0          | CI              | 8               | 0               | UCL                | 5                  | 0                  | SI          | 0           | 0           | 31     | 0      |
| 2004-2005       | Juventus        | A               | 19         | 0          | CI              | 1               | 0               | UCL                | 6                  | 0                  | -           | -           | -           | 26     | 0      |
| 2005-2006       | Juventus        | A               | 10         | 0          | CI              | 2               | 1               | UCL                | 2                  | 0                  | SI          | 0           | 0           | 14     | 1      |
| Totale Juventus | Totale Juventus | Totale Juventus | 243+2      | 2          |                 | 39              | 1               |                    | 78                 | 0                  |             | 4           | 0           | 366    | 3      |
| Totale carriera | Totale carriera | Totale carriera | 395+2      | 9          |                 | 43              | 2               |                    | 78                 | 0                  |             | 4           | 0           | 522    | 11     |

### Cronologia presenze e reti in nazionale
| Cronologia completa delle presenze e delle reti in nazionale ― Italia | Cronologia completa delle presenze e delle reti in nazionale ― Italia | Cronologia completa delle presenze e delle reti in nazionale ― Italia | Cronologia completa delle presenze e delle reti in nazionale ― Italia | Cronologia completa delle presenze e delle reti in nazionale ― Italia | Cronologia completa delle presenze e delle reti in nazionale ― Italia | Cronologia completa delle presenze e delle reti in nazionale ― Italia | Cronologia completa delle presenze e delle reti in nazionale ― Italia |
| Data                                                                  | Città                                                                 | In casa                                                               | Risultato                                                             | Ospiti                                                                | Competizione                                                          | Reti                                                                  | Note                                                                  |
| --------------------------------------------------------------------- | --------------------------------------------------------------------- | --------------------------------------------------------------------- | --------------------------------------------------------------------- | --------------------------------------------------------------------- | --------------------------------------------------------------------- | --------------------------------------------------------------------- | --------------------------------------------------------------------- |
| 9-10-1996                                                             | Perugia                                                               | Italia                                                                | 1 – 0                                                                 | Georgia                                                               | Qual. Mondiali 1998                                                   | -                                                                     |                                                                       |
| 29-10-1997                                                            | Mosca                                                                 | Russia                                                                | 1 – 1                                                                 | Italia                                                                | Qual. Mondiali 1998                                                   | -                                                                     | 54’                                                                   |
| 15-11-1997                                                            | Napoli                                                                | Italia                                                                | 1 – 0                                                                 | Russia                                                                | Qual. Mondiali 1998                                                   | -                                                                     | 76’                                                                   |
| 2-6-1998                                                              | Göteborg                                                              | Svezia                                                                | 1 – 0                                                                 | Italia                                                                | Amichevole                                                            | -                                                                     | 84’                                                                   |
| 23-6-1998                                                             | Saint-Denis                                                           | Italia                                                                | 2 – 1                                                                 | Austria                                                               | Mondiali 1998 - 1º turno                                              | -                                                                     |                                                                       |
| 27-6-1998                                                             | Marsiglia                                                             | Italia                                                                | 1 – 0                                                                 | Norvegia                                                              | Mondiali 1998 - Ottavi di finale                                      | -                                                                     | 72’                                                                   |
| 3-7-1998                                                              | Parigi                                                                | Italia                                                                | 0 – 0 dts (3 – 4 dtr)                                                 | Francia                                                               | Mondiali 1998 - Quarti di finale                                      | -                                                                     | 90’                                                                   |
| 5-9-1998                                                              | Liverpool                                                             | Galles                                                                | 0 – 2                                                                 | Italia                                                                | Qual. Euro 2000                                                       | -                                                                     |                                                                       |
| 18-11-1998                                                            | Salerno                                                               | Italia                                                                | 2 – 2                                                                 | Spagna                                                                | Amichevole                                                            | -                                                                     | 60’                                                                   |
| 16-12-1998                                                            | Roma                                                                  | Italia                                                                | 6 – 2                                                                 | World Stars                                                           | Amichevole                                                            | -                                                                     | 65’                                                                   |
| 13-11-1999                                                            | Lecce                                                                 | Italia                                                                | 1 – 3                                                                 | Belgio                                                                | Amichevole                                                            | -                                                                     | 71’                                                                   |
| 23-2-2000                                                             | Palermo                                                               | Italia                                                                | 1 – 0                                                                 | Svezia                                                                | Amichevole                                                            | -                                                                     |                                                                       |
| 29-3-2000                                                             | Barcellona                                                            | Spagna                                                                | 2 – 0                                                                 | Italia                                                                | Amichevole                                                            | -                                                                     | 73’                                                                   |
| 26-4-2000                                                             | Reggio Calabria                                                       | Italia                                                                | 2 – 0                                                                 | Portogallo                                                            | Amichevole                                                            | -                                                                     | 72’                                                                   |
| 3-6-2000                                                              | Oslo                                                                  | Norvegia                                                              | 1 – 0                                                                 | Italia                                                                | Amichevole                                                            | -                                                                     |                                                                       |
| 11-6-2000                                                             | Arnhem                                                                | Turchia                                                               | 1 – 2                                                                 | Italia                                                                | Euro 2000 - 1º turno                                                  | -                                                                     | 89’                                                                   |
| 19-6-2000                                                             | Eindhoven                                                             | Italia                                                                | 2 – 1                                                                 | Svezia                                                                | Euro 2000 - 1º turno                                                  | -                                                                     |                                                                       |
| 24-6-2000                                                             | Bruxelles                                                             | Italia                                                                | 2 – 0                                                                 | Romania                                                               | Euro 2000 - Quarti di finale                                          | -                                                                     | 62’                                                                   |
| 29-6-2000                                                             | Amsterdam                                                             | Italia                                                                | 0 – 0 dts (3 – 1 dtr)                                                 | Paesi Bassi                                                           | Euro 2000 - Semifinale                                                | -                                                                     | 77’                                                                   |
| 2-7-2000                                                              | Rotterdam                                                             | Francia                                                               | 2 – 1 gg                                                              | Italia                                                                | Euro 2000 - Finale                                                    | -                                                                     | 2º posto                                                              |
| 28-2-2001                                                             | Roma                                                                  | Italia                                                                | 1 – 2                                                                 | Argentina                                                             | Amichevole                                                            | -                                                                     | 70’                                                                   |
| 17-4-2002                                                             | Milano                                                                | Italia                                                                | 1 – 1                                                                 | Uruguay                                                               | Amichevole                                                            | -                                                                     | 7’                                                                    |
| Totale                                                                |                                                                       | Presenze                                                              | 22                                                                    |                                                                       | Reti                                                                  | 0                                                                     |                                                                       |

## Palmarès

Torricelli, Deschamps, Ravanelli, Sousa, Rampulla, Pessotto e Carrera festeggiano il trionfo della Juventus nella Champions League 1995-1996.

### Club

#### Competizioni nazionali
- Serie C2: 1

Varese: 1989-1990
- Campionato italiano: 4

Juventus: 1996-1997, 1997-1998, 2001-2002, 2002-2003
- Supercoppa italiana: 4

Juventus: 1995, 1997, 2002, 2003
- Campionato italiano: 1 (revocato)

Juventus: 2004-2005

#### Competizioni internazionali
- UEFA Champions League: 1

Juventus: 1995-1996
- Coppa Intercontinentale: 1

Juventus: 1996
- Supercoppa UEFA: 1

Juventus: 1996
- Coppa Intertoto UEFA: 1

Juventus: 1999

### Individuale
- Premio Nazionale Carriera Esemplare "Gaetano Scirea" (2006)
- Globe Soccer Awards: 1

Premio alla sportività: 2024